# Colle di Cadibona
Der Colle di Cadibona (auch: Bocchetta di Cadibona und Bocchetta di Altare) ist ein 459 m hoher italienischer Pass in der ligurischen Provinz Savona. Er trennt die Ligurischen Alpen vom Ligurischen Apennin (Achse Ceva – Colle di Cadibona – Savona). 